# Biblioteca Patrimonial Recoleta Dominica
La Biblioteca Patrimonial Recoleta Dominica es la primera biblioteca-museo de Chile y la única biblioteca conventual abierta al público en territorio nacional. Se encuentra ubicada en el Centro Patrimonial Recoleta Dominica, en el antiguo convento de la Orden de Predicadores que está contiguo a la iglesia de la Recoleta Dominica, en Santiago de Chile. Fundada en el año 1753 por Manuel Acuña, se sitúa en unos de los conjuntos patrimoniales más importantes de la ciudad, en Avenida Recoleta N.º 653, cerca de la estación Cerro Blanco del metro capitalino.
Su administración depende del Servicio Nacional del Patrimonio Cultural. La Biblioteca tiene como misión conservar, difundir y poner en valor el patrimonio bibliográfico de la Orden Dominica de Chile. Custodia alrededor de 115.000 volúmenes producidos entre los siglos XVI y XX que incluyen libros, mapas, revistas, periódicos, folletos, láminas, partituras y fotografías.
La Biblioteca cumple dos funciones. Una vinculada con la investigación patrimonial de las fuentes primarias (estudio de las ediciones y volúmenes de los libros) junto con el patrimonio inmaterial relacionado con su acervo, y la otra relacionada con su labor museográfica, siendo un museo bibliográfico donde se difunden exposiciones y otras actividades vinculadas a su quehacer y al acervo que custodia.
Su referente es la Biblioteca Palafoxiana, ubicada en la ciudad de Puebla, México.

## Historia
Se puede encontrar a la Orden Dominica o de Predicadores en territorio chileno desde el periodo de la conquista, evangelizando e instruyendo a las personas. Con esa ferviente labor, los dominicos crearon el primer centro de altos estudios en Chile, al obtener la autorización de las autoridades de la época, y en agosto de 1622 se dieron inicio las clases de la primera universidad del país que se ubicó en el convento de Santo Domingo, cuya colección bibliográfica fue incorporada para su gestión a la Biblioteca Patrimonial Recoleta como el fondo de Santo Domingo.

### Fundación (1753)
La conformación de la colección de la Biblioteca se inició junto con la puesta en funcionamiento del Convento, ya que su fundador y primer prior, fray Manuel Acuña, trajo desde Roma junto a la licencia para su apertura, una serie de obras escogidas. La Biblioteca desde sus inicios abarcó colecciones de distintas áreas del conocimiento con el objeto de apoyar el estudio del evangelio, la enseñanza y formación de los frailes dominicos dedicados al perfeccionamiento intelectual en diversos aspectos, tanto científicos como religiosos. Sus colecciones reflejan el interés por las diferentes ramas del saber que los dominicos tuvieron, así como su vocación para difundir esos conocimientos a través de la enseñanza de los mismos, gracias a la creación de colegios y una universidad.

### Construcción del Convento (1886)
En este año se inició la construcción del nuevo edificio donde se emplaza actualmente la Biblioteca. Construido en adobe. EL conjunto conventual se compone de tres patios: Patio principal, también denominado como "Patio de los Padres" que corresponde a las celdas donde habitaban los frailes de mayor antigüedad y rango, además del refectorio (comedor), el ante refectorio y la gran biblioteca; el "Patio del Noviciado", lugar destinado a los postulantes que ingresaban al Convento; y por último el "Patio del Estudiantado" que se utilizaba para la vocación dominica.
Con esta nueva edificación se diseñó un amplio y extenso salón para almacenar todos los libros de la Biblioteca, ocupando el ala norte del primer patio del convento. 
La vida al interior del convento estaba marcada por la importancia que los dominicos le daban al conocimiento y a su difusión, motivación que les llevó a abrir en 1915 el contiguo colegio Academia de Humanidades, que administró desde su apertura, y donde ,de manera habitual, los frailes impartían clases de distintas áreas de conocimiento. 

### Monumento Nacional
Mediante el Decreto Supremo Nº10 del 7 de enero del año 1974, el Edificio de la Iglesia y Convento de la Recoleta Dominica fue declarado Monumento Nacional por el Consejo de Monumentos Nacionales.

### Comodato
En 1998 se firmó un convenio entre la provincia de San Lorenzo Mártir de la Orden de Predicadores de Chile (dominicos) y la entonces Dirección de Bibliotecas, Archivos y Museos (Dibam) (antecesora de Serpat), lo que permitió una nueva administración para la Biblioteca y el conjunto conventual. A partir de este año se hizo cargo de custodiar el patrimonio dominico compuesto por el conjunto de los objetos y las colecciones, también de la arquitectura del Convento, lo que desembocó en una restauración del espacio para su uso cultural actual. Entre octubre de 2023 y septiembre de 2024 se llevó a cabo un nuevo proceso de refacción arquitectónica del espacio exterior del convento, para mantener su estabilidad estructural, y en la que se cambiaron los estucos que había por sucesuivas capas de revoque. 

### Inauguración de la Biblioteca
El 28 de noviembre del año 2005 la BPRD abrió por primera vez sus espacios a la comunidad y al público general para facilitar el estudio e investigación de sus colecciones y desarrollar una función museal por medio de exposiciones que relevan su legado patrimonial, conviviendo con otros dos espacios museográficos: el Museo de Artes Decorativas (MAD) y el Museo Histórico Dominico (MHD), a los cuales se puede acceder de manera gratuita.

## Colecciones

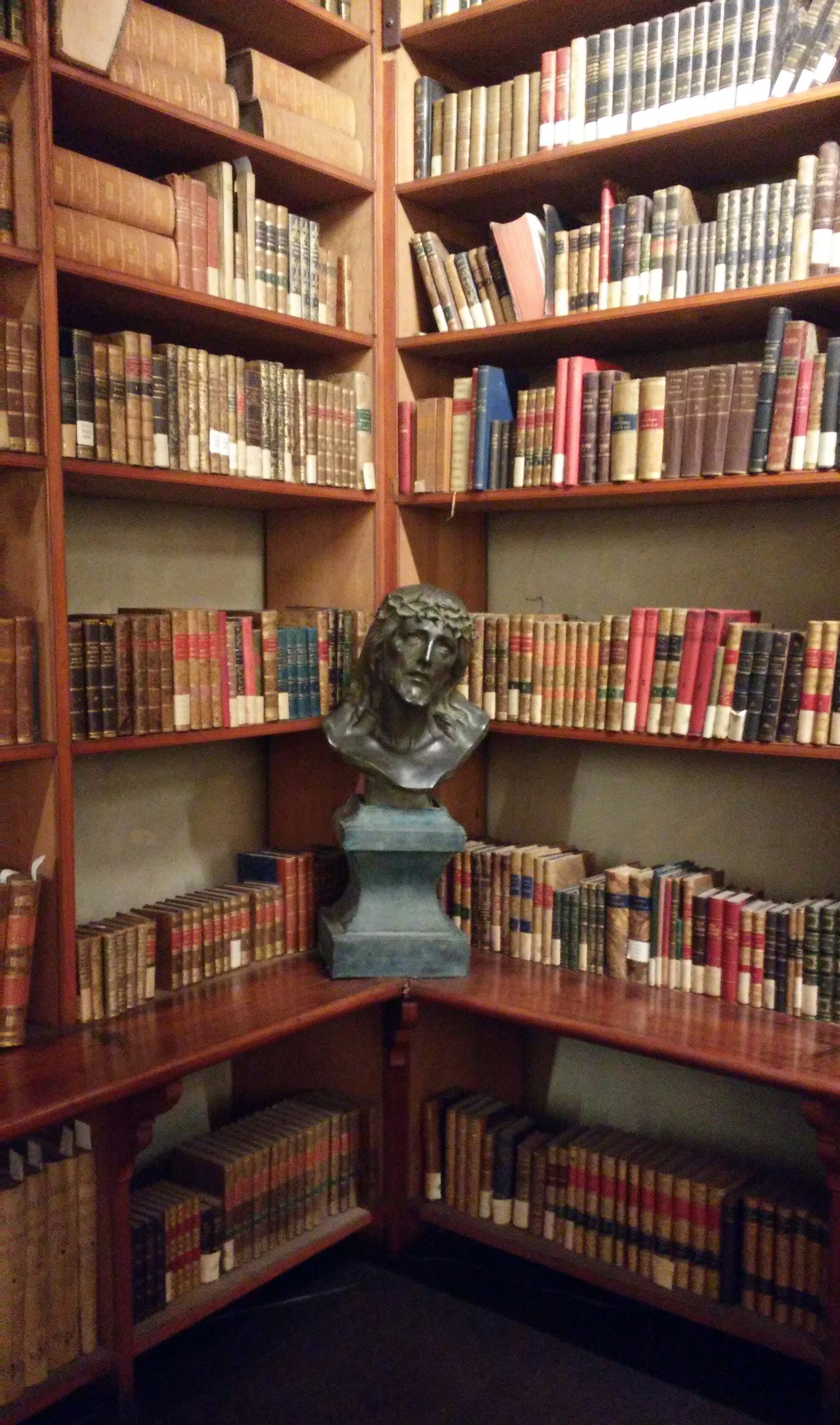
Interior de la Biblioteca Patrimonial Recoleta Dominica.

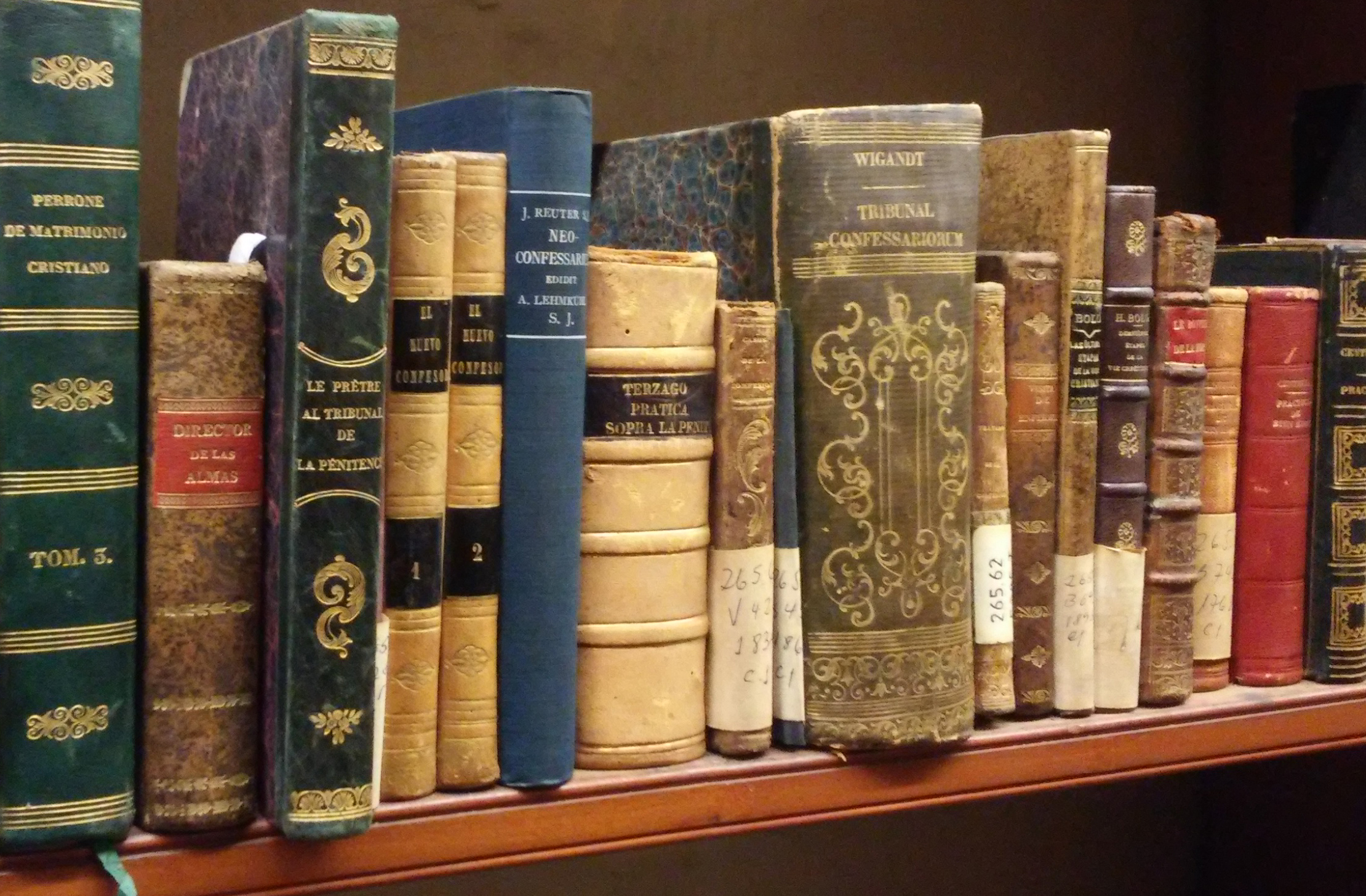
Colecciones de la Biblioteca Patrimonial Recoleta Dominica.

Las colecciones se componen de diferentes fondos, según la procedencia que tienen: el fondo del convento de la Recoleta Dominica, el fondo del convento principal de Santo Domingo y los fondos de provincias (Chillán, Quillota, Valparaíso, Concepción y La Serena). En su conjunto, la Biblioteca se considera como una de las colecciones bibliográficas históricas privadas más importantes de América Latina. Estas abarcan de los siglos XVI al XX, con distintas temáticas que incluyen religión, filosofía, historia, literatura, arte, medicina, derecho, astronomía, botánica y zoología, entre otras. 
La Biblioteca en su conjunto difunde y pone en valor el patrimonio bibliográfico y documental que custodia a través de los servicios que ofrece al público en las salas de lectura y facilita el acceso a las colecciones tanto de manera presencial en su espacio museográfico como de manera digital, ofreciendo distintos servicios como muestras temporales, visitas mediadas, seminarios, actividades y talleres.
Una de sus obras más destacadas es el Nova raccolta de li animali piu curiosi del mondo del pintor y grabador Antonio Tempesta. En este libro, del que en Chile hay solo un ejemplar, se muestran animales tanto reales como mitológicos y fantásticos.

### Colecciones digitales
Gracias a su sitio web y las redes sociales que gestiona, la Biblioteca difunde su quehacer. En su página web ofrece diversas colecciones digitales, que se pueden consultar y descargar, algunas de las cuales son:
- Libros de divulgación científica en el siglo XIX: cuatro ejemplares de las obras publicadas por Louis Hachette, editorial francesa del siglo XIX en Europa que corresponde a la colección Biblioteca de las Maravillas. Los libros son: Las metamorfosis de los insectos de Maurice Girard (1868); Los monstruos marinos de Armand Landrin (1870); Las maravillas del grabado de George Duplessis (1873) y El amor maternal en los animales, de Ernest Menault (1885).
- Vida y símbolos de los santos de la Orden dominica: es un compendio obsequiado por el clérigo Víctor Eyzaguirre Portales a los dominicos de Santiago a inicios del siglo XIX que describe la vida de los santos a través de relatos y grabados. El autor de esta obra trató de responder a los cuestionamientos dirigidos a la Iglesia por parte de la Ilustración.
- Miserere y Trisagio de José Bernardo Alcedo: partituras del prócer de la independencia y compositor del himno nacional de Perú.
- Crescente Errázuriz Valdivieso, el arzobispo historiador: 53 imágenes que componen su álbum fotográfico que muestran sus funciones en la Iglesia chilena de fray Raimundo (Crescente) Errázuriz.
- Propuestas para la fabricación de vinos y licores en el siglo XIX: obra escrita por el editor José Santos Tornero en el año 1873, compila temáticas de los últimos adelantos de la época para la elaboración del vino y su destilación.
- Catálogo de obras y autores del Archivo Musical de la Recoleta Dominica:[9] catálogo de los musicólogos Víctor Rondón, Fernanda Vera y José Manuel Izquierdo, que muestra un conjunto documental compuesto por papeles, manuscritos, libros y partituras musicales que existieron en la Recoleta Dominica en el siglo XIX y que actualmente corresponde al Archivo Musical de este antiguo convento.
- Colección de la biblioteca del convento de Santo Domingo, traspasada en 1992 al convento de la Recoleta Dominica. Su origen es de la biblioteca de la primera Universidad de Santo Tomás de Aquino creada en Chile en 1622 por la orden de los dominicos. Actualmente la colección se encuentra en depósitos especialmente acondicionados.

## Servicios
La Biblioteca ofrece a la comunidad diversos servicios como:
- Visitas guiadas: destinadas a estudiantes y público general para visitar el salón museal. Se realizan con previa coordinación de martes a viernes.
- Visita especializada: dirigido a grupos que desean revisar material específico de la biblioteca, en esta se muestran ejemplares que ayuden a profundizar en contenidos en concreto.
- Sala de lectura: destinada a investigadores y a público general mayor de 18 años. Los menores de edad pueden ingresar con la compañía de un adulto. Los ejemplares sólo se prestan en la sala de lectura.
- Salones museales: destinados a público general. Se realizan actividades culturales, exhibición de exposiciones temporales externas y presentaciones de libros, entre otras.
- Registros fotográficos y filmaciones: dirigido a toda aquella persona que desee realizar registros fotográficos de los museos y la biblioteca, siguiendo las condiciones y requisitos planteados en la página web.
- Asesoría especializada: dirigido a aquellas personas que requieran mejoras en el manejo de sus colecciones bibliográficas patrimoniales.
- Prácticas, Pasantías y Voluntariado: dirigido a toda persona natural interesada en el patrimonio, la conservación y la cultura, el espacio de la biblioteca permite que desempeñarse en las a las carreras afines en los quehaceres de la biblioteca, además de permitir perfeccionar los conocimientos en alguna rama del trabajo como lo es la conservación y restauración, investigación y curatoria y la bibliotecología.